# Calomyscus mystax
Calomyscus mystax е вид бозайник от семейство Мишеподобни хамстери (Calomyscidae).

## Разпространение
Видът е разпространен в Азербайджан, Иран и Туркменистан.